# Francis Charteris, VIII conte di Wemyss
Francis Wemyss Charteris Douglas, VIII conte di Wemyss e IV conte di March (15 aprile 1772 – 28 giugno 1853), è stato un nobile scozzese.

## Biografia
Era il figlio di Francis Wemyss Charteris, Lord Elcho, e di sua moglie, Susan Tracy-Keck. Nel 1810 successe al cugino William Douglas, IV duca di Queensberry e III conte di March alla Contea di March, come discendente maschio di Lady Anne Douglas, sorella del primo Conte di March.
Nel 1821 fu creato barone Wemyss, nel pari del Regno Unito, che gli diede un seggio automatico nella Camera dei lord. Nel 1826 divenne l'ottavo conte di Wemyss. È stato Lord luogotenente del Peeblesshire (1821-1853).
Massone, fu il dodicesimo Gran Maestro della Gran Loggia di Scozia.

## Matrimonio
Sposò, il 31 maggio 1794, Margaret Campbell (?-21 gennaio 1850), figlia di Walter Campbell. Ebbero nove figli:
- Lady Eleanor Charteris (7 luglio 1795-16 settembre 1832), sposò Walter Frederick Campbell, ebbero due figli;
- Francis Charteris, IX conte di Wemyss (14 agosto 1796-1 gennaio 1883);
- Walter Charteris (26 maggio 1797-8 agosto 1818);
- Lady Margaret Charteris (8 febbraio 1800-22 ottobre 1825), sposò John Wildman, non ebbero figli;
- Lady Katherine Charteris Wemyss (20 agosto 1801-4 gennaio 1844), sposò George Grey, VIII barone Grey, ebbero una figlia;
- Charlotte Charteris (?-3 marzo 1886), sposò Andrew Fletcher, non ebbero figli;
- Louisa Antoinetta Charteris (?-2 luglio 1854), sposò William Forbes, non ebbero figli;
- Lady Harriet Charteris (?-30 maggio 1858), sposò George Grant-Suttie, ebbero quattro figli;
- Lady Jane Charteris, sposò Philip Dundas, non ebbero figli.

## Morte
Morì il 28 giugno 1853, all'età di 81 anni.

## Ascendenza
|                                                                    |            |                                     | Genitori                                    |  |  | Nonni |  |  | Bisnonni                        |  |  | Trisnonni                        |  |
|                                                                    |            |                                     |                                             |  |  |       |  |  | James Wemyss, V conte di Wemyss |  |  | David Wemyss, IV conte di Wemyss |  |
|                                                                    |            |                                     |                                             |  |  |       |  |  | James Wemyss, V conte di Wemyss |  |  | David Wemyss, IV conte di Wemyss |  |
|                                                                    |            | Anne Douglas                        |                                             |  |  |       |  |  | James Wemyss, V conte di Wemyss |  |  |                                  |  |
| Francis Wemyss-Charteris, VII conte di Wemyss                      |            |                                     |                                             |  |  |       |  |  | James Wemyss, V conte di Wemyss |  |  |                                  |  |
|                                                                    |            | Janet Charteris                     | Francis Charteris                           |  |  |       |  |  |                                 |  |  |                                  |  |
|                                                                    |            | Janet Charteris                     | Francis Charteris                           |  |  |       |  |  |                                 |  |  |                                  |  |
|                                                                    |            | Janet Charteris                     | Helen Swinton                               |  |  |       |  |  |                                 |  |  |                                  |  |
| Francis Wemyss-Charteris, lord Elcho                               |            | Janet Charteris                     |                                             |  |  |       |  |  |                                 |  |  |                                  |  |
|                                                                    |            | Alexander Gordon, II duca di Gordon | George Gordon, I duca di Gordon             |  |  |       |  |  |                                 |  |  |                                  |  |
|                                                                    |            | Alexander Gordon, II duca di Gordon | George Gordon, I duca di Gordon             |  |  |       |  |  |                                 |  |  |                                  |  |
|                                                                    |            | Alexander Gordon, II duca di Gordon | Elizabeth Howard                            |  |  |       |  |  |                                 |  |  |                                  |  |
| Catherine Gordon                                                   |            | Alexander Gordon, II duca di Gordon |                                             |  |  |       |  |  |                                 |  |  |                                  |  |
|                                                                    |            | Henrietta Mordaunt                  | Charles Mordaunt, III conte di Peterborough |  |  |       |  |  |                                 |  |  |                                  |  |
|                                                                    |            | Henrietta Mordaunt                  | Charles Mordaunt, III conte di Peterborough |  |  |       |  |  |                                 |  |  |                                  |  |
|                                                                    |            | Henrietta Mordaunt                  | Carey Fraser                                |  |  |       |  |  |                                 |  |  |                                  |  |
| Francis Wemyss-Charteris, VIII conte di Wemyss e IV conte di March |            | Henrietta Mordaunt                  |                                             |  |  |       |  |  |                                 |  |  |                                  |  |
|                                                                    | John Tracy | Ferdinando Tracy                    |                                             |  |  |       |  |  |                                 |  |  |                                  |  |
|                                                                    | John Tracy | Ferdinando Tracy                    |                                             |  |  |       |  |  |                                 |  |  |                                  |  |
|                                                                    | John Tracy | Katherine Keck                      |                                             |  |  |       |  |  |                                 |  |  |                                  |  |
| Anthony Keck                                                       | John Tracy |                                     |                                             |  |  |       |  |  |                                 |  |  |                                  |  |
|                                                                    |            | Anne Atkins                         | Robert Atkins                               |  |  |       |  |  |                                 |  |  |                                  |  |
|                                                                    |            | Anne Atkins                         | Robert Atkins                               |  |  |       |  |  |                                 |  |  |                                  |  |
|                                                                    |            | Anne Atkins                         | Louise Carteret                             |  |  |       |  |  |                                 |  |  |                                  |  |
| Susan Tracy-Keck                                                   |            | Anne Atkins                         |                                             |  |  |       |  |  |                                 |  |  |                                  |  |
|                                                                    |            | James Hamilton, IV duca di Hamilton | William Douglas, I conte di Selkirk         |  |  |       |  |  |                                 |  |  |                                  |  |
|                                                                    |            | James Hamilton, IV duca di Hamilton | William Douglas, I conte di Selkirk         |  |  |       |  |  |                                 |  |  |                                  |  |
|                                                                    |            | James Hamilton, IV duca di Hamilton | Anne Hamilton, III duchessa di Hamilton     |  |  |       |  |  |                                 |  |  |                                  |  |
| Susan Hamilton                                                     |            | James Hamilton, IV duca di Hamilton |                                             |  |  |       |  |  |                                 |  |  |                                  |  |
|                                                                    |            | Elizabeth Gerard                    | Digby Gerard, V barone Gerard               |  |  |       |  |  |                                 |  |  |                                  |  |
|                                                                    |            | Elizabeth Gerard                    | Digby Gerard, V barone Gerard               |  |  |       |  |  |                                 |  |  |                                  |  |
|                                                                    |            | Elizabeth Gerard                    | Elizabeth Gerard                            |  |  |       |  |  |                                 |  |  |                                  |  |
|                                                                    |            | Elizabeth Gerard                    |                                             |  |  |       |  |  |                                 |  |  |                                  |  |